# Down III: Over the Under
A III – Over the Under a Down együttes harmadik lemeze, mely öt év szünet után jelent meg, 2007. szeptember 24-én.

## Az album dalai
|     | Cím                                                           | Szerző(k)                         | Hossz |
| --- | ------------------------------------------------------------- | --------------------------------- | ----- |
| 1.  | Three Suns and One Star                                       | Anselmo, Windstein                | 5:41  |
| 2.  | The Path                                                      | Anselmo, Brown                    | 4:09  |
| 3.  | N.O.D.                                                        | Anselmo, Pepper Keenan, Windstein | 4:00  |
| 4.  | I Scream                                                      | Anselmo, Keenan                   | 3:48  |
| 5.  | On March the Saints                                           | Anselmo, Keenan, Windstein        | 4:10  |
| 6.  | Never Try                                                     | Anselmo, Keenan, Brown            | 4:55  |
| 7.  | Mourn                                                         | Anselmo, Keenan                   | 4:44  |
| 8.  | Beneath the Tides                                             | Anselmo, Keenan                   | 5:32  |
| 9.  | His Majesty the Desert                                        | Anselmo, Keenan                   | 2:25  |
| 10. | Pillamyd                                                      | Anselmo, Keenan                   | 5:15  |
| 11. | In the Thrall of It All                                       | Anselmo                           | 6:20  |
| 12. | Nothing in Return (Walk Away)                                 | Anselmo, Keenan                   | 8:55  |
| 13. | Invest in Fear* (Az Európai és a Japán lemezeken bónusz szám) |                                   | 5:20  |

## Közreműködők
- Phil Anselmo - ének
- Kirk Windstein - gitár
- Pepper Keenan - gitár
- Rex Brown - basszusgitár
- Jimmy Bower - dob